# Hubert Méthivier
Pour les articles homonymes, voir Méthivier.
Hubert Méthivier, né le 14 mars 1903 à Paris où il est mort le 14 juillet 1986, est un historien français. Après avoir enseigné au lycée Henri-IV à Paris, dans les classes préparatoires aux grandes écoles, notamment l'histoire moderne en CPGE Chartes, il est nommé, en 1961, inspecteur général de l’Éducation nationale où il termine sa carrière.
Agrégé d’histoire-géographie en 1933, spécialiste de l'Ancien Régime, il s'est particulièrement attaché à l'écriture d'ouvrages pédagogiques : manuels scolaires (très utilisés par les lycées dans les années 1950-1960), Que sais-je ? (qui ont fait l'objet de nombreuses rééditions).

## Publications
- Élaboration du monde moderne, 1715-1815. Classe de Seconde. Programme du 6 mai 1943, Paris, Hatier, 1943, 586 p. (préface de Victor L. Tapié).
- Les débuts de l'époque contemporaine, 1789-1851. Classe de Première. Programme du 21 septembre 1944, Paris, librairie A. Hatier, 1945 - 5 rééditions jusqu'en 1950, coll. "Nouveau cours d'histoire", publiée sous la direction de Victor L. Tapié (Lucien Genet, auteur pour la période 1815-1848).
- Louis XIV, Paris, Presses universitaires de France, 1950, coll. « Que sais-je ? », 13 éditions avec mise à jour jusqu'en 1995, sous le titre Le siècle de Louis XIV.
- Les débuts de l'époque contemporaine, 1789-1851. Classe de Première. Programme de mai 1948, Nouvelle édition abrégée, Paris, librairie A. Hatier, 1953, 544 p. ; rééd. en 1954, 1956, 1957, 1959 et 1960.
- L'Ancien Régime, Paris, Presses universitaires de France, 1964, coll. « Que sais-je ? », 14 éd. avec mise à jour jusqu'en 2001.
- Le Siècle de Louis XIII  (édition mise à jour et corrigée par Pierre Thibault), Paris, Presses universitaires de France, coll. « Que sais-je ? » (no 1138), 1994, 9e éd. (1re éd. 1964), 127 p. (ISBN 2-13-044871-2, présentation en ligne).
- Le siècle de Louis XV, Paris, Presses universitaires de France, 1966, coll. « Que sais-je ? », 10 éd. avec mise à jour jusqu'en 2000.
- La fin de l'Ancien Régime, Paris, Presses universitaires de France, 1970,  coll. « Que sais-je ? », 8 éd. avec mise à jour jusqu'en 1996.
- La France de Louis XIV : un grand règne ? Textes choisis et présentés par H. Méthivier, Paris, Presses universitaires de France, 1975, 141 p.
- L'Ancien Régime en France — XVIe–XVIIe – XVIIIe siècles, Paris, Presses universitaires de France, 1981, 506 p.
- La Fronde, Paris, Presses universitaires de France, 1984, 194 p., coll. « L'historien ».